# Союз 26
Союз 26 е съветски пилотиран космически кораб, който извежда в Космоса първият екипаж на първата основна експедиция на орбиталната станция Салют-6.

## Екипажи

### При старта

#### Основен
- Юрий Романенко (1)  – командир
- Георгий Гречко (2)  – бординженер

#### Дублиращ
- Владимир Ковальонок – командир
- Александър Иванченков – бординженер

### При кацането
- Владимир Джанибеков – командир
- Олег Макаров – бординженер

## Параметри на мисията
- Маса: 6800 кг
- Перигей: 193 km
- Апогей: 246 km
- Наклон на орбитата: 51,65°
- Период: 88,67 мин

## Програма
След неуспешният опит за скачване на Союз 25 със станцията „Салют-6“ съмненията са за изправността на скачващия възел на станцията. За това Союз 26 се скачва към нея откъм кърмата. На 20 декември космонавтите правят излизане в открития космос за оглед на предни възел. Оказва се, че той е в нормално състояние. Продължителността на излизането е един час и 28 минути. По време на полета на основната експедиция са направени две посетителски експедиции с корабите Союз 27 и Союз 28. Екипажът на „Союз 27“ се завръща на Земята с кораба „Союз 26“, а техният кораб остава скачен със станцията. Така за първи път е осъществена смяна на корабите в космоса, което позволило космоснавтите да остават по-дългов време в орбита (поради ограничения ресурс за престой на кораба в космоса). В състава на втората посетителска експедиция влиза Владимир Ремек. Това е първият гражданин на трета страна (Чехословакия), летял в космоса. В космоса са пребивавали само представители на САЩ и СССР. На 22 януари 1978 г. към комплекса „Салют-6“–„Союз 27“ се скачва към кърмовия скачващ възел първият товарен комсически кораб Прогрес-1.
Полетът приключва на 16 март 1978 г. Продължителността на експедицията е над 96 денонощия и 10 часа, което е рекорд към момента.

### Космическа разходка
| № | Участници                       | Начало                     | Край                       | Продължителност |
| - | ------------------------------- | -------------------------- | -------------------------- | --------------- |
| 1 | Георгий Гречко и Юрий Романенко | 19 декември 1977 21:36 UTC | 19 декември 1977 23:04 UTC | 1 час 28 минути |